# Oșorhei
Oșorhei (Hongaars: Fugyivásárhely) is een Roemeense gemeente in het district Bihor.
Oșorhei telt 6151 inwoners waarvan circa 30% behoort tot de Hongaarse minderheid in Roemenië. De naam van de gemeente is afgeleid van het Hongaarse vásárhely, dat marktplaats betekent.
Naast Oșorhei bestaat de gemeente uit nog vier dorpen.